# A Los Shakers (álbum)
A Los Shakers es un álbum de estudio que grabaron los integrantes de Opa, bajo el nombre de Otroshakers, en Argentina, en 1981.

## Historia
Hacía diez años que los hermanos Fattoruso estaban en Estados Unidos, Opa ya se había desarmado, cuando surgió una propuesta para tocar en Buenos Aires como teloneros de Milton Nascimento y de grabar un disco en estudio. Ruben Rada ya estaba en Argentina y había vivido recientemente su experiencia con La Banda.
El productor Oscar López, de Sazam Records, les pidió que grabaran algo como Los Shakers. Pero los hermanos Fattoruso desmitificaban a Los Shakers por haber imitado música de otro país con fines comerciales. Sin embargo, el amor por Los Beatles seguía intacto: en la canción “Adiós por un rato” el homenaje es a Los Beatles. Y también incluyeron una versión de "Siempre tú", canción que formara parte del tercer álbum de Los Shakers La conferencia secreta del Toto's bar.
Hugo Fattoruso le puso al grupo Otroshakers porque no eran los mismos Shakers, faltaban Roberto Capobianco y Carlos Vila.
Ruben Rada había actuado con Los Shakers en los comienzos, pero no permaneció en el grupo porque desentonaba con la imagen Beatle. Y Ringo Thielmann iba a ser el otro guitarrista de Los Shakers, además de Hugo, pero nunca fue a los ensayos.
“Brother Rada” es una nueva versión de una canción que los integrantes de Opa habían grabado en 1975, antes de la llegada de Rada. Pero la versión original recién fue editada en 1996 en el CD Back Home. Otro tema que destaca es "La marañaza", que abre el disco y que los hermanos Fattoruso volvieron a grabar en 1989 en un concierto colectivo en el Teatro de Verano, editado por el sello Orfeo en casete como Teatro de Verano en vivo.
A Los Shakers es considerado un álbum de Opa, y ha recibido muy buenas críticas -para Litto Nebbia se trata de uno de los mejores álbumes de la década-, pero nunca ha sido editado en CD o reeditado en vinilo.
En 2020 Montevideo Music Group reeditó el álbum de forma digital. En julio de 2019 había editado, como adelanto, la canción "La marañaza" en plataformas digitales.

## Lista de canciones

### Lado 1
1. La marañaza (Canción) (Hugo A. Fattoruso, Jorge O. Fattoruso)
2. Correr más (Canción) (Marcos Szpiro) Canción grabada por el grupo uruguayo Almango en su disco homónimo de 1981.
3. Cuatro cinco (Rock) (Hugo A. Fattoruso, Jorge O. Fattoruso)
4. Love You (Música de fogón) (Rock) (Hugo A. Fattoruso, Jorge O. Fattoruso)
5. Adiós por un rato (Canción) (Rubén Rada, Jorge O. Fattoruso)
6. ¿Qué dicen hoy los diarios? (What´s in the News Today?) (Connors, Capitanelli) Versión de una canción poco conocida grabada en 1970 por Joey Cannon

### Lado 2
1. Brother Rada (Candombe) (Hugo A. Fattoruso, Jorge O. Fattoruso)
2. Siempre tú (Canción) (Hugo y Osvaldo)
3. A Los Shakers (Hugo A. Fattoruso)
4. En tal caso (Canción) (Rubén Rada)
5. Siete cielos (Rock) (Hugo A. Fattoruso, Jorge O. Fattoruso)

## Ficha técnica
Músicos:
Hugo Fattoruso
Osvaldo Fattoruso
Ringo Thielmann
Ruben Rada
Carol Moore
María de Fátima
El Chino Matías
Ciruela Fattoruso
Productor musical: Hugo Fattoruso
Productor ejecutivo: Oscar López para Sazam Records
Ingeniero de grabación: Roberto Fernández Khoury
Asistente: Daniel Medina
Grabado en Estudios Ion, Buenos Aires, Argentina
Fotos: Guy y Sergio Troize, y Opa Files
Ilustración: Carlos Mayo
Diseño gráfico: Estudio Grafix